# Regimin (gmina)
Regimin – gmina wiejska w Polsce położona w województwie mazowieckim, w powiecie ciechanowskim. W latach 1975–1998 gmina administracyjnie należała do województwa ciechanowskiego.
Siedziba gminy to Regimin.
Według danych z 30 czerwca 2004 gminę zamieszkiwało 4988 osób.

## Struktura powierzchni
Według danych z roku 2002 gmina Regimin ma obszar 111,29 km², w tym:
- użytki rolne: 69%
- użytki leśne: 20%

Gmina stanowi 10,47% powierzchni powiatu.

## Demografia

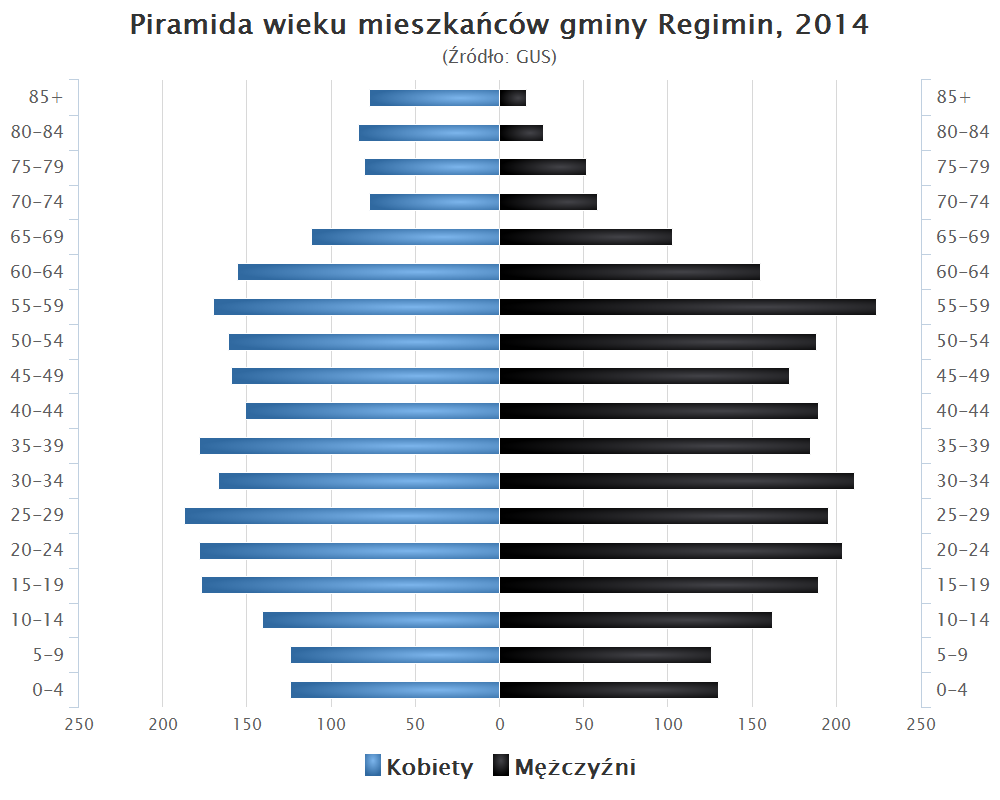
Piramida wieku mieszkańców gminy Regimin w 2014 roku

Dane z 30 czerwca 2004:
| Opis                              | Ogółem | Ogółem | Kobiety | Kobiety | Mężczyźni | Mężczyźni |
| --------------------------------- | ------ | ------ | ------- | ------- | --------- | --------- |
| jednostka                         | osób   | %      | osób    | %       | osób      | %         |
| populacja                         | 4988   | 100    | 2465    | 49,4    | 2523      | 50,6      |
| gęstość zaludnienia (mieszk./km²) | 44,8   | 44,8   | 22,1    | 22,1    | 22,7      | 22,7      |

## Sołectwa
Grzybowo, Jarluty Duże, Jarluty Małe, Kalisz, Karniewo, Kątki, Klice, Kliczki, Kozdroje-Włosty, Koziczyn, Lekowo, Lekówiec, Lipa, Mościce, Pawłowo, Pawłówko, Pniewo-Czeruchy, Pniewo Wielkie, Przybyszewo, Radomka, Regimin, Szulmierz, Targonie, Trzcianka, Zeńbok.

## Sąsiednie gminy
Ciechanów, Czernice Borowe, Grudusk, Opinogóra Górna, Strzegowo, Stupsk